# Camille Allard
Pour les articles homonymes, voir Allard.
Gustave Camille Allard, né à Marseille le 7 octobre 1832 où il est mort le 23 mai 1864, est un médecin et explorateur français.

## Biographie
Fils de Pierre Gustave Allard, raffineur de sucre, et de Justine de Saint-Jean, il fait ses études à Marseille puis à Paris et est reçu docteur en médecine le 14 décembre 1853 avec la mention Très-Bien. En 1854, il est chargé d'une commission de médecin sanitaire à bord des paquebots-poste du Levant et passe deux mois en station en mer Noire comme attaché au service des transports des blessés.
Nommé médecin sanitaire de la mission des ponts et chaussées de France dans la région danubienne (juin 1855), il est envoyé en mission en Dobrogée, dans l'Empire ottoman, à l'automne 1855. Même si certains de ses jugements sont empreints de points de vue religieusement discutables, il laisse un important témoignage sur les lieux visités, qu'il parcourt à pied ou à cheval après la guerre de Crimée, et sur les populations rencontrées, turques, tatares, valaques, bulgares ou lipovènes.
À son retour, il est nommé médecin des eaux de Saint-Honoré-les-Bains, dans la Nièvre (1856) puis inspecteur des eaux à Royat (Puy-de-Dôme) (1860).
Marié en 1857, il devient professeur de médecine à Clermont-Ferrand en 1860. Il reçoit la croix de la Légion d'honneur en 1863 et meurt subitement en mai 1864.

## Distinctions
- Chevalier de la Légion d'honneur

## Œuvres
- Entre mer Noire et Danube : Dobroudja, 1855
- Royat, 1860
- Souvenirs d'Orient, la Bulgarie orientale, 1861
- Du Traitement de la phtisie pulmonaire par les eaux de l'Auvergne, 1863
- Les échelles du Levant, 1864
- Précis sur les eaux thermales (Chloro-bicabornatées mixtes, ferrugineuses, arsénicales) de Royat (Puy-de-Dôme), 1864